# (1328) Devota
(1328) Devota est un astéroïde de la ceinture principale découvert le 21 octobre 1925 par l'astronome franco-russe Benjamin Jekhowsky.

## Historique
Le lieu de découverte, par l'astronome franco-russe Benjamin Jekhowsky, est l'observatoire d'Alger.
Son nom définitif fut choisi en l'honneur de Fortunato Devoto, directeur de l'Observatoire de La Plata.

## Sources

## Compléments